# Vladimír Mihálik
Vladimír Mihálik (* 29. Januar 1987 in Prešov, Tschechoslowakei) ist ein slowakischer Eishockeyspieler, der seit Anfang 2024 erneut beim HC Prešov unter Vertrag steht und dort in der zweitklassigen slowakischen 1. hokejová liga spielt.

## Karriere
Vladimír Mihálik begann seine Karriere als Eishockeyspieler in seiner Heimatstadt in der Jugend des HC 07 Prešov, für dessen Profimannschaft er in der Saison 2004/05 sein Debüt in der 1. hokejová liga gab. Anschließend wurde er im NHL Entry Draft 2005 in der ersten Runde als insgesamt 30. Spieler von den Tampa Bay Lightning ausgewählt.
Zunächst spielte der Verteidiger allerdings zwei Jahre lang für die Red Deer Rebels, die ihn beim CHL Import Draft 2005 an Gesamtposition 36 gezogen hatten, und Prince George Cougars in der kanadischen Top-Juniorenliga Western Hockey League, sowie in der Saison 2007/08 für Tampas Farmteam aus der American Hockey League, die Norfolk Admirals, ehe der Linksschütze in der Saison 2008/09 sein Debüt in der National Hockey League für die Lightning gab. In seinem Rookiejahr gab in elf Spielen drei Vorlagen. Den Großteil der Spielzeit verbrachte er jedoch erneut bei den Norfolk Admirals in der AHL. Auch in den folgenden zwei Spielzeiten ging Mihálik hauptsächlich für die Admirals aufs Eis, ehe er im Juli 2011 vom HC Lev Poprad aus der Kontinentalen Hockey Liga verpflichtet wurde.
Nachdem der HC Lev Poprad im Januar 2012 keine Chance mehr hatte, die KHL-Playoffs zu erreichen, wurde Mihálik bis zum Saisonende an den Timrå IK aus der schwedischen Elitserien ausgeliehen. Ende Juni des gleichen Jahres erhielt er einen Vertrag über ein Jahr Laufzeit beim KHL-Neuling HC Slovan Bratislava, der in den folgenden Jahren zweimal verlängert wurde.
Für Slovan absolvierte er über 150 KHL-Partien, ehe er im September 2016 zum HC 05 Banská Bystrica wechselte, mit dem er 2017, 2018 und 2019 slowakischer Meister wurde. 2020 ging er zum Ligakonkurrenten HK Dukla Michalovce. Nachdem er um den Jahreswechsel 2023/24 kurzzeitig für den HC Košice gespielt hatte, kehrte er zu seinem Jugendverein HC Prešov zurück, mit dem er in der zweitklassigen slowakischen 1. hokejová liga spielt.

### International
Für die Slowakei nahm Mihálik im Juniorenbereich an der U18-Junioren-Weltmeisterschaft 2005 sowie den U20-Junioren-Weltmeisterschaften 2006 und 2007 teil. Im Seniorenbereich stand er bei den Weltmeisterschaften 2010, 2013 und 2014 im Aufgebot seines Landes.

## Erfolge und Auszeichnungen
- 2017 Slowakischer Meister mit dem HC 05 Banská Bystrica
- 2018 Slowakischer Meister mit dem HC 05 Banská Bystrica
- 2019 Slowakischer Meister mit dem HC 05 Banská Bystrica

## Karrierestatistik

### International
Vertrat Slowakei bei:
- U18-Junioren-Weltmeisterschaft 2006
- U20-Junioren-Weltmeisterschaft 2006
- U20-Junioren-Weltmeisterschaft 2007
- Weltmeisterschaft 2010
- Weltmeisterschaft 2013
- Weltmeisterschaft 2014

(Legende zur Spielerstatistik: Sp oder GP = absolvierte Spiele; T oder G = erzielte Tore; V oder A = erzielte Assists; Pkt oder Pts = erzielte Scorerpunkte; SM oder PIM = erhaltene Strafminuten; +/− = Plus/Minus-Bilanz; PP = erzielte Überzahltore; SH = erzielte Unterzahltore; GW = erzielte Siegtore; 1 Play-downs/Relegation; Kursiv: Statistik nicht vollständig)